# Китлим
Китли́м (рос. Кытлым) — селище у складі Карпинського міського округу Свердловської області.
Населення — 1374 особи (2010, 887 у 2002).
До 12 жовтня 2004 року селище мало статус селища міського типу.